# Heterocampa perolivata
Heterocampa perolivata är en fjärilsart som beskrevs av Alpheus Spring Packard 1895. Heterocampa perolivata ingår i släktet Heterocampa och familjen tandspinnare. Inga underarter finns listade i Catalogue of Life.